# Štěpán z Holštejna a Vartnova
Štěpán z Holštejna a Vartnova byl moravský pán z rodu pánů z Holštejna, zakladatel vartnovské větve.
Jeho otcem byl Vok I. z Holštejna, který za svého života získal hrad Vartnov s panstvím. Štěpán se na tento hrad odstěhoval poté, co jej zdědil. Poprvé se připomíná roku 1366, kdy vstoupil se svými bratry Půtou a Ješkem do spolku. Po svém hradu Vartnovu se poprvé píše roku 1376. Štěpán se v 80. letech objevuje velmi často v soudních listinách jako žalovaný, většinou však jako žalující kvůli sousedským sporům. Štěpán byl ve spolku se svým bratrem Ješkem Kropáčem a po jeho smrti se stal poručníkem jeho nezletilých dětí. Dle Ješkova pověření prodal většinu majetku větve Kropáčů. V listinách se Štěpán uvádí při prodejích a koupi různého majetku, při poručnictví u svých vzdálených příbuzných i jako svědek na různých listinách. Dále se uvádí jako přísedící u zemského soudu. Štěpánovou manželkou byla Ofka ze Sudic, která se připomíná roku 1409. Sňatek však musel být uzavřen daleko dříve, protože roku 1411 se jejich syn Štěpán II. uvádí jako zletilý. Roku 1405 podal Štěpán I. žalobu proti skupině osob pro jejich neoprávněné držení Zdounek, jejichž část mu připadla po jeho bratru Půtovi. Se žalobou neuspěl a jako držitelé Zdounek se začaly složitým procesem objevovat i další osoby. Štěpán sérií žalob, které podával až do roku 1415, nakonec všechny držitele Zdounek vypudil a po odkoupení podílu svého synovce Štěpána Kropáče se stal jediným majitelem Zdounek on sám. Štěpán se roku 1415 objevil ještě v Praze, kde pečetil stížný list proti upálení mistra Jana Husa. Zemřel roku 1417 a zanechal po sobě syna Štěpána.